# Warnie Kępy

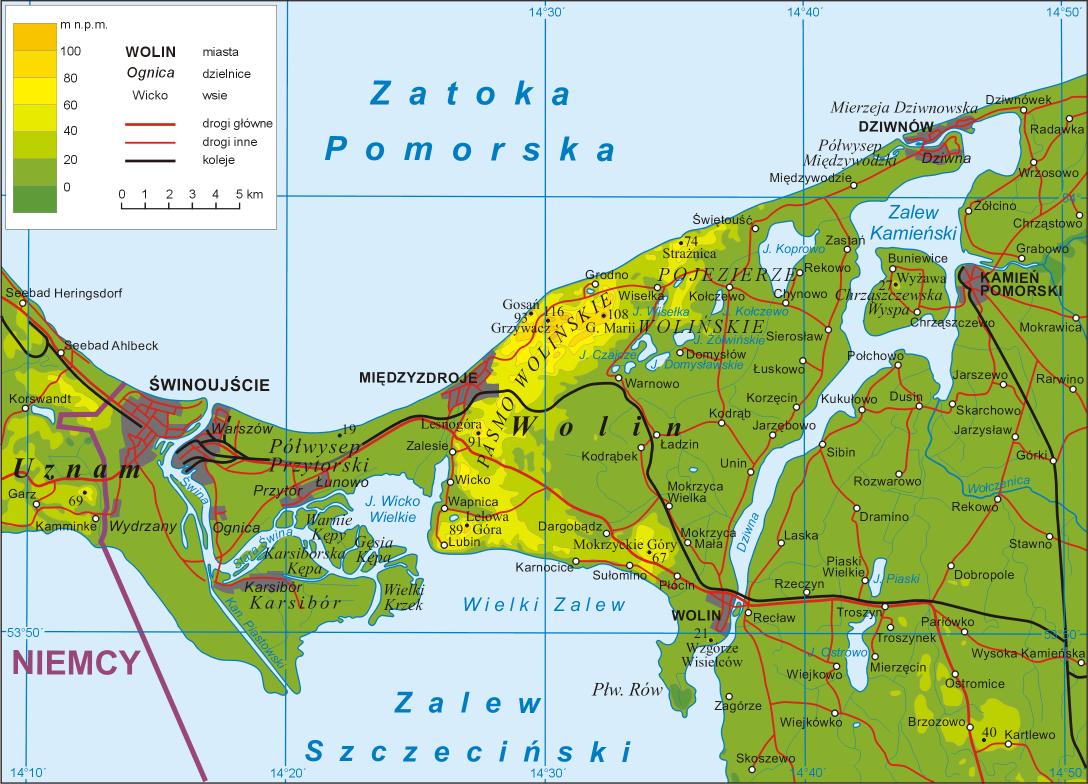
Warnie Kępy phía đông bắc đảo Karsibór

Warnie Kępy là một hòn đảo của Ba Lan ở Phá Szczecin, gần đảo Wolin. Warnie Kępy không có người ở và được bảo vệ tự nhiên do có nhiều loài động vật và là nơi làm tổ của động vật (đặc biệt là những loài chim).